# Jar of Flies
Jar of Flies är en EP av Alice in Chains, utgiven den 25 januari 1994. EP:n gick rakt in på förstaplatsen på Billboard 200.

## Låtlista
| Nr           | Titel                       | Längd |
| ------------ | --------------------------- | ----- |
| 1.           | Rotten Apple                | 6:58  |
| 2.           | Nutshell                    | 4:19  |
| 3.           | I Stay Away                 | 4:14  |
| 4.           | No Excuses                  | 4:15  |
| 5.           | Whale & Wasp (instrumental) | 2:37  |
| 6.           | Don't Follow                | 4:22  |
| 7.           | Swing on This               | 4:04  |
| Total längd: | Total längd:                | 30:49 |

## Medverkande
- Jerry Cantrell – gitarr, bakgrundssång, sång på "No Excuses" och "Don't Follow"
- Mike Inez – basgitarr
- Sean Kinney – trummor, percussion
- Layne Staley – sång